# Pyeongtaek
Pyeongtaek (Pyeongtaek-si; 평택시; 平澤市) è una città della provincia sudcoreana del Gyeonggi.